# Bande à part
Bande à part é um filme francês, pertencente à nouvelle vague, dirigido por Jean-Luc Godard em 1964. A história, que adapta a novela americana Fool's Gold, de Dolores Hitchens, é uma mescla de filme noir, comédia e drama. O próprio diretor a descreveu como "o encontro entre Alice e Franz Kafka".

## Trama
Odile (Anna Karina) uma moça delicada e ingênua, seduzida por uma dupla de ladrões que frequentam sua aula de inglês. Ao saberem da fortuna da tia de Odile, tramam um plano para roubar seus bens. A peça chave do plano é fazer com que a moça se apaixone por um dos ladrões, para que ela mesma abra as portas da mansão e colabore no furto.